# Industrialisierung der Stadt Weingarten
Lange Zeit war Altdorf, wie der Ort bis zur Umbenennung in Weingarten und zur Erhebung zur Stadt bis 1865 hieß, vom Kloster Weingarten geprägt und es gab kaum Industrie. Der Industrialisierung ab etwa 1800 verdankt Weingarten dem Fortschritt der Technik für Wasserkraft. Dank der Scherzach, die durch Weingarten fließt und dem Stillen Bach konnte die Wasserkraft gut genutzt werden. Ab 1866 wurde wegen Wassermangels der Scherzach im Sommer eine Dampfmaschine als Ersatz zur Wasserkraft eingesetzt.

## Bevölkerungsentwicklung
Die Bevölkerungsentwicklung in Weingarten war ein wichtiger Faktor zur Industrialisierung der Stadt. Von 1806 bis 1910 stieg die Zahl der Einwohner von etwa 2.000 bis auf 8.000.

## Standortfaktor Wasserkraft
Mit dem Mühlbach (Stiller Bach) und der Scherzach besaß Weingarten ein beachtliches Energiepotential, das von alters her durch zahlreiche Mühlen und Triebwerke intensiv genutzt wurde und in der Frühphase der Industrialisierung einer der wichtigsten Ressourcen für die Gewerbe- und Industrieentwicklung des Ortes darstellte. 

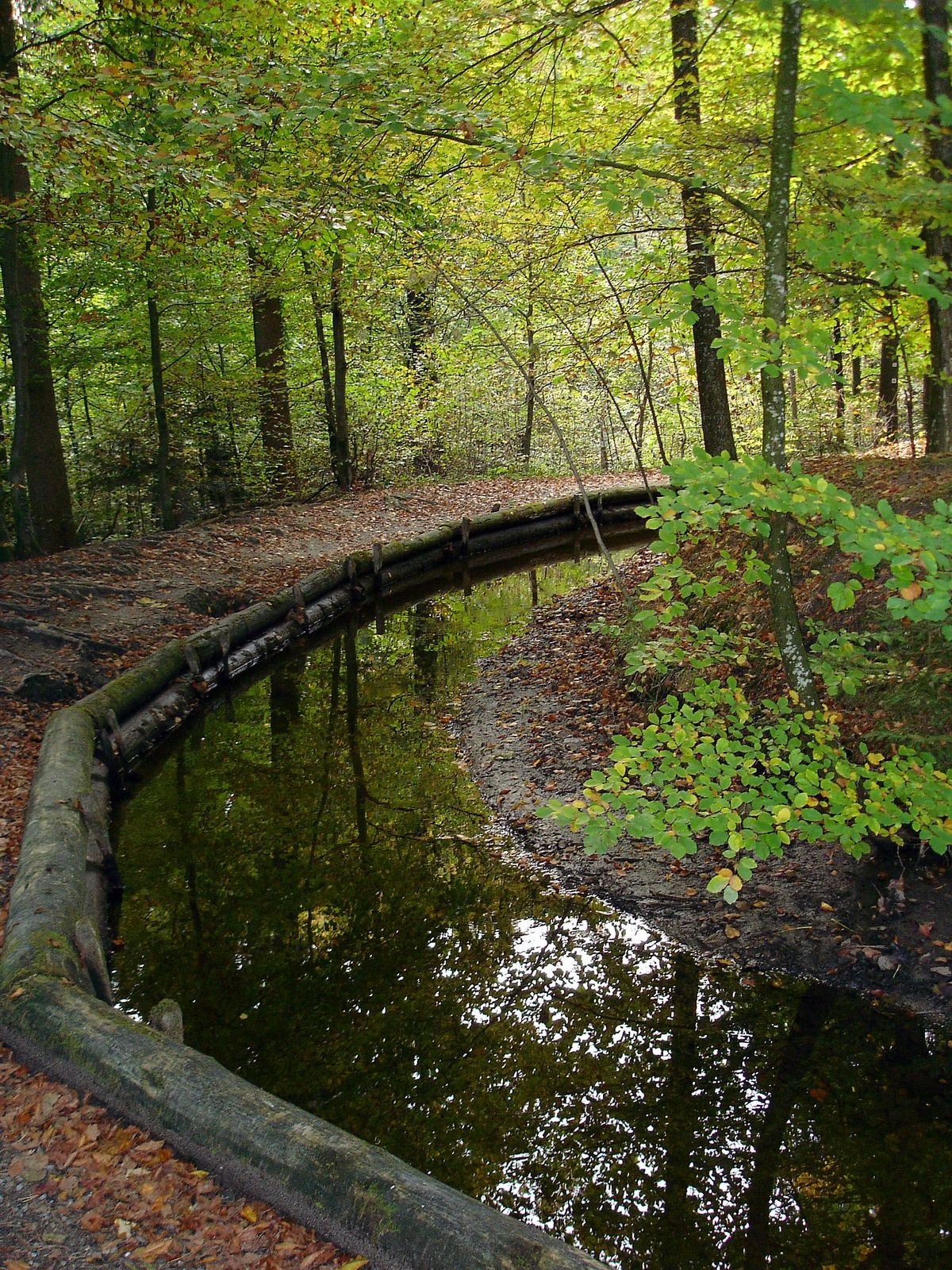
Der Stille Bach

Durch die Wasserkraft entstand Weingartens ältestes Sägewerk Habisreutinger. Es begann mit dem Erwerb einer Mühle bzw. eines Wasserrechts. Der einstige Klostersäger Franz Josef Habisreutinger konnte nach Aufhebung der Reichsabtei 1803 die Obere Säge als Pächter übernehmen. 1822 ging der Betrieb in das Eigentum der Familie über. Eine 40-PS-Turbine wurde 1892 im Rahmen einer Betriebserneuerung durch das Wasserrad ersetzt. Der Betrieb stieß jedoch bald an seine Grenzen, weil die Wasserkraft nicht mehr ausreichte. Eine Leistungssteigerung war nur möglich, wenn zusätzlich Wasserrechte erworben werden konnten. Nach langwierigen Verhandlungen gelang es dem Unternehmen, durch den Bau einer Druckwasserleitung zwischen Mahlweiher und Sägerei (1910) die Turbinenleistung auf 150 PS zu erhöhen. Diese Leistung reichte bis 1960, erst dann wurde ein Dampfkraftwerk mit 300 PS errichtet. Das Sägewerk wurde im Jahr 2000 eingestellt und die Gebäude des ehemaligen Sägewerks seit dem vom Unternehmen für den Holzhandel verwendet.
Ein weiteres noch heute bestehendes Unternehmen ist die Schellinger Mühle. 1879 erwarb Josef Schellinger die kleine Getreidemühle und baute sie zu einer leistungsfähigen Kunstmühle aus. In den vergangenen Jahrzehnten wurde der Betrieb mehrfach erweitert und zählt heute zu den großen Getreidemühlen und Kraftfutterwerken Baden-Württembergs.
Ein weiteres Unternehmen, deren Produkte jahrzehntelang mit dem Namen Weingarten eng verbunden waren und das ihre Wurzeln auch auf einen einstigen Mühlenstandort zurückführen konnte, war die Hefefabrik. 1885 kaufte Eberhard Riedlinger eine alte Ölmühle am unteren Mühlbach und begann bald darauf mit der Herstellung von Getreidepresshefe und Fruchtbranntwein. Nach mancherlei Umbauten und Besitzwechsel erlebte das Unternehmen nach dem Zweiten Weltkrieg einen beachtlichen Aufschwung, konnte aber angesichts der starken Konkurrenz in der Lebensmittelbranche auf Dauer nicht überleben. Ende der 1970er Jahre wurde die Hefefabrik geschlossen und im Zuge der Stadtsanierung 1982 abgerissen.

## Die eigentliche Industrialisierung
Im Jahre 1866 begann im Lauratal die eigentliche Industrialisierung Weingartens. Dort baute man die Flachs-, Hanf- und Abwergspinnerei Weingarten. Diese Firma war lange Zeit der größte Betrieb im Ort. Sie wurde damals unter modernsten Produktionsgesichtspunkten geplant und mit englischen Maschinen ausgestattet, darunter die erste Dampfmaschine Weingartens. Diese wurde dazu benutzt, den sommerlichen Wassermangel der Scherzach auszugleichen. Von dieser Möglichkeit, eine Dampfmaschine als Energiereserve einzusetzen, machten in den folgenden Jahren eine größere Zahl von Betrieben Gebrauch, wie die folgende Tabelle verdeutlicht:
| Firma                  | Gewerbe            | Jahr |
| ---------------------- | ------------------ | ---- |
| Blumen Segelbacher     | -                  | 1860 |
| Spinnerei AG           | -                  | 1866 |
| Alois Wahl             | Färberei           | 1866 |
| C.F Autenrieth         | Holzmanufaktur     | 1867 |
| Ris und Reiser         | Papierfabrik       | 1869 |
| Heinrich Schatz        | Maschinenwerkstatt | 1869 |
| Johann B. Rupp         | Strumpfwirkerei    | 1870 |
| Georg Bildstein        | Maschinenfabrik    | 1879 |
| August Konzett         | Mühle              | 1883 |
| E. Riedlinger          | Hefefabrik         | 1885 |
| Joseph Jakob           | Gerberei           | 1894 |
| Köpff                  | Brauerei           | 1895 |
| Konzett                | Grieselmühle       | 1903 |
| B. Jordan              | Holzmanufaktur     | 1905 |
| Schiele                | Bad Schoeneck      | 1907 |
| Thomas Sontheimer      | Treibriemen        | 1911 |
| VersorgungsKrankenhaus | -                  | 1922 |
| Hummler                | Seifenfabrik       | 1926 |
| Milchversorgung        | -                  | 1934 |

## Weingarten und das Schienennetz

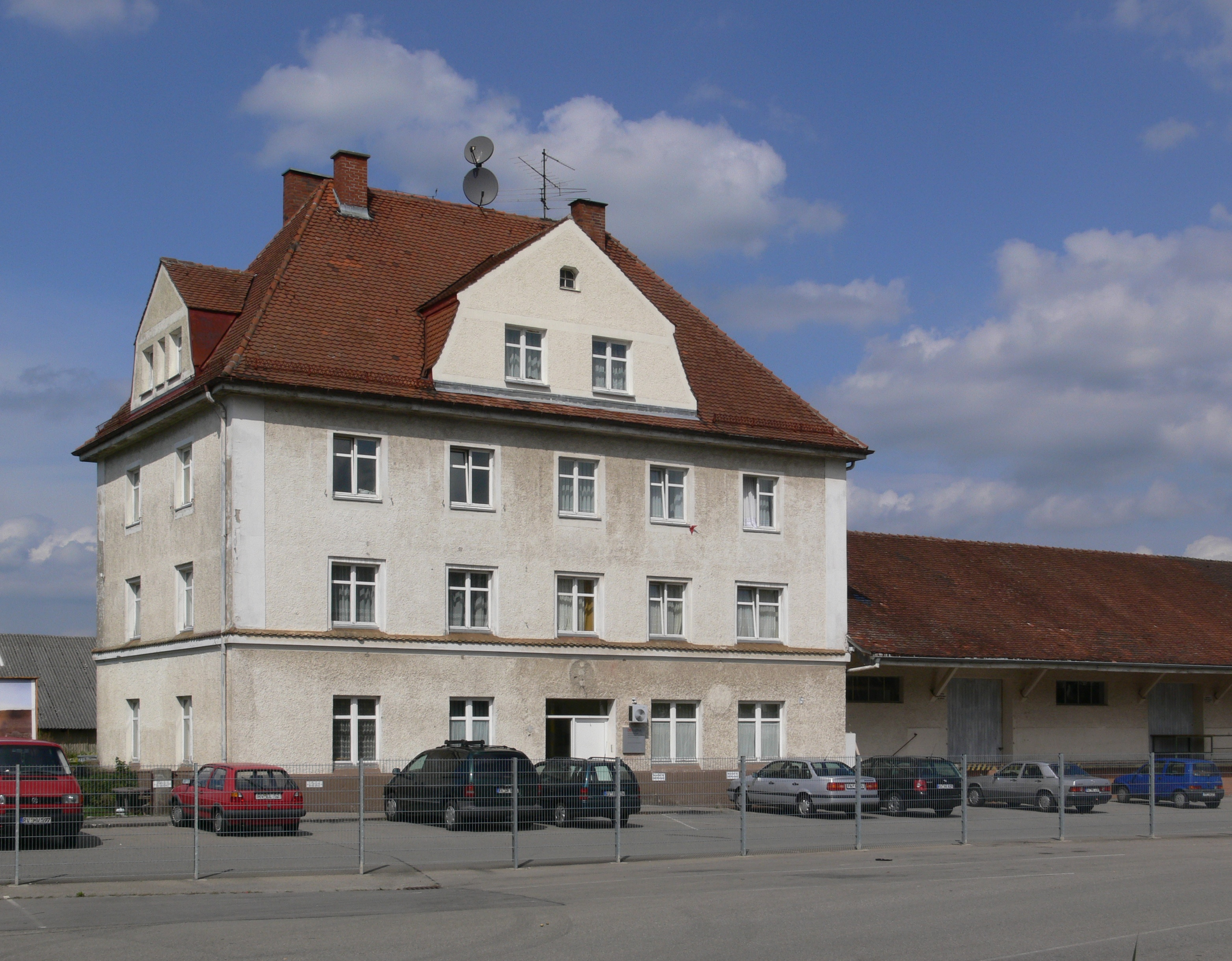
Güterbahnhof von Weingarten (heute stillgelegt)

Ein Problem für Weingarten während der Industrialisierung war die fehlende Anbindung an das Schienennetz. Zahlreiche Güter mussten nach Ravensburg oder Niederbiegen gebracht und von dort geholt werden. Erst mit dem Bau der Lokalbahn Ravensburg–Weingarten in den Jahren 1887/88 konnte diese Problematik ausgeglichen werden. Eine Verbesserung der mangelhaften Transportmöglichkeit, die sich vor allem für die expandierende Maschinenfabrik als großer Standortnachteil erwies, brachte die Bahnstrecke Weingarten–Niederbiegen, die am 1. Oktober 1911 eingeweiht wurde. Damals erhielt neben der Maschinenfabrik auch das kleine Industriegebiet an der Ettishoferstraße einen Gleisanschluss.